# 克罗特昂皮蒂沃赖
克罗特昂皮蒂沃赖（法語：Crottes-en-Pithiverais，法語發音：[kʁɔt ɑ̃ pitivʁɛ]）是法国卢瓦雷省的一个市镇，属于皮蒂维耶区。

## 地理
克罗特昂皮蒂沃赖（48°7'28"N, 2°3'58"E）面积13.65 平方千米，位于法国中央-卢瓦尔河谷大区卢瓦雷省，该省份为法国中北部省份，北起埃松省，西北接厄尔-卢瓦省，西南接卢瓦-谢尔省，南至涅夫勒省和谢尔省，东临约讷省，东北接塞纳-马恩省。
与克罗特昂皮蒂沃赖接壤的市镇（或旧市镇、城区）包括：巴佐什莱加勒朗德、阿谢尔勒马谢、阿特赖、讷维尔欧布瓦。

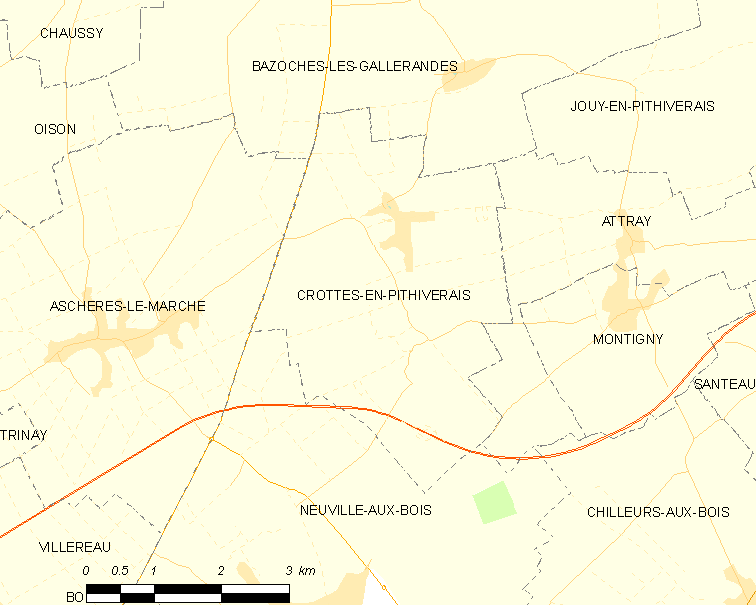
克罗特昂皮蒂沃赖的OSM定位图

克罗特昂皮蒂沃赖的时区为UTC+01:00、UTC+02:00（夏令时）。

## 行政
克罗特昂皮蒂沃赖的邮政编码为45170，INSEE市镇编码为45118。

## 政治
克罗特昂皮蒂沃赖所属的省级选区为皮蒂维耶县。

## 人口

1962-2008年间克罗特昂皮蒂沃赖人口变化图示

克罗特昂皮蒂沃赖于2022年1月1日时的人口数量为319人。